# Michel Vovelle
Michel Vovelle (Gallardon, 6 de febrer de 1933 - Ais de Provença, 6 d'octubre de 2018) fou un historiador francès, especialitzant en l'estudi de la Revolució Francesa. Professor d'Història a la Universitat Paris 1 (Sorbona) i director de l'Institut d'Història de la Revolució Francesa, en substitució d'Albert Soboul. Pel bicentenari de la Revolució fou nomenat pel Govern francès organitzador oficial dels actes de commemoració.

## Investigació històrica
A nivell historiogràfic Vovelle va escriure manuals d'història en una línia marxista renovadora: "La caiguda de la monarquia" el 1972 i "Introducció a la revolució francesa" el 1988. En aquestes obres hi fa un plantejament econòmic i social de la revolució, combinant-lo amb els aspectes polítics. En les seves obres d'investigació Vovelle s'ha especialitzà en l'anàlisi de la història de les mentalitats:
- Pietat barroca i descristianizació, de 1978.
- La mort i occident des de 1300 als nostres dies.
- Ideologia i mentalitats, de 1982.
- Mentalitat revolucionària, de 1985.

## Obres
- Vision de la mort et de l'au-delà en Provence du XV au XIX d'après les autels des âmes du purgatoire, (en collaboration avec Gaby Vovelle), Paris, A. Colin, 1970.
- Piété baroque et déchristianisation en Provence au XVIII. Les attitudes devant la mort d'après les clauses de testaments, Paris, Seuil, 1978.
- Mourir autrefois, Paris, Gallimard / Julliard, 1974; rééd. coll. Folio, 1990.
- L'Irrésistible Ascension de Joseph Sec bourgeois d'Aix, Aix, Edisud, 1975.
- La Métamorphose de la fête en Provence de 1750 à 1830, Paris, Flammarion, 1976.
- Religion et Révolution : la déchristianisation de l'an II, Paris, Hachette, 1976.
- La Mort et l'Occident de 1300 à nos jours, Paris, Gallimard, 1983; réed. 2001.
- La Ville des morts, essai sur l'imaginaire collectif urbain d'après les cimetières provençaux, 1800-1980 (en collaboration avec Régis Bertrand), Marseille, éditions du CNRS, 1983.
- Théodore Desorgues ou la désorganisation : Aix-Paris, 1763-1808, Paris, Seuil, 1985.
- La Mentalité révolutionnaire : société et mentalités sous la Révolution française, Paris, Éd. sociales, 1986.
- 1793, la Révolution contre l'Église : de la raison à l'être suprême, Paris, Complexe, 1988.
- Les Aventures de la raison (entretiens avec Richard Figuier), Paris, Belfond, 1989.
- 1789 l'héritage et la mémoire, Privat.
- De la cave au grenier, Serge Fleury Éd., Canada, 1980.
- Histoires figurales : des monstres médiévaux à Wonderwoman, Paris, Usher, 1989.
- La Révolution française, Paris, A. Colin, 1992-2002.
- L'heure du grand passage : Chronique de la mort, coll. Découvertes Gallimard (n° 171), Paris, Gallimard, 1993.
- Les Âmes du purgatoire ou le travail du deuil, Paris, Gallimard, 1996.
- Le Siècle des lumières, Paris, PUF, 1997.
- Les Jacobins de Robespierre à Chevènement, Paris, La Découverte, 1999.
- Les Républiques sœurs sous les regards de la grande nation, Paris, L'Harmattan, 2001.
- Combats pour la Révolution française, Paris, La Découverte, 1993-2001.
- Les Folies d'Aix ou la fin d'un monde, Éd. Le temps des cerises, Pantin, 2003.
- La Révolution française expliquée à ma petite-fille, le seuil 2006